# Tác động truyền thông
Tác động truyền thông, lôi kéo truyền thông hay thao túng truyền thông là một loạt các kỹ thuật có liên quan trong đó ngầm tạo ra một hình ảnh hoặc tranh luận để ủng hộ lợi ích đặc biệt của họ, để xử lý truyền thông và qua đó tạo dư luận thuận lợi cho những lợi ích nhóm, thường là không bằng những phương cách công khai vận động hay chính quy.
Chiến thuật và mưu lược này bao gồm việc sử dụng các  logic ngụy biện và kỹ thuật tuyên truyền, và thường liên quan đến sự đàn áp của thông tin, quan điểm và tránh né, cản trở thông tin, gây dư luận thuận lợi, bằng cách tạo sự chú ý của nhiều người hay nhiều nhóm người vào những quan điểm nghe có vẻ chắc chắn, hoặc chỉ đơn giản chuyển hướng sự chú ý vào những nơi khác.
Jacques Ellul viết trong sách Propaganda: The Formation of Men's Attitudes (Trong Tuyên truyền: Sự hình thành của thái độ của đám đông): Dư luận chỉ có thể thể hiện thông qua các kênh đã được cung cấp hoặc hướng dẫn bởi các phương tiện truyền thông đại chúng,  mà có thể không có nếu không có tuyên truyền.  Nó được sử dụng trong quan hệ công chúng, tuyên truyền, tiếp thị, chiến tranh tâm lý, vv... Trong khi mục tiêu cho từng bối cảnh hoàn toàn khác, hình thức theo nghĩa rộng của các kỹ thuật này thường tương tự giống nhau. Nhiều phương cách tác động phương tiện truyền thông đại chúng hiện đại là những loại phân tâm, đánh lừa trên giả định rằng dư luận công chúng là một khoảng chú ý hạn chế, ngắn hạn.

## Bối cảnh
- Kiểm duyệt Internet
- Kiểm duyệt
- Quảng cáo
- Đánh lừa, tung tin vịt
- Ngăn cản thông tin, dữ kiện
- Tiếp thị
- Tuyên truyền
- Vận động chính trị
- Hướng dẫn dư luận
- Chiến tranh tâm lý
- Quan hệ công chúng
- Lý tưởng